# 100 (tal)
100 (hundred(e)) er:
- Det naturlige tal efter 99, derefter følger 101
- Et heltal
- Et kvadrattal (10*10)

Romertallet for hundrede er C.
SI-præfikset hekto angiver en faktor hundrede, f.eks. er 1 hektoliter lig 100 liter.
SI-præfikset centi angiver en hundrededel, f.eks. er 1 centimeter lig 1/100 meter.

## Ordets ophav
Ordets første del stammer fra den indoeuropæiske rod *km-tom. På gammelengelsk sagde man hund i betydningen "hundrede". Anden del stammer fra protogermansk *rath (= antal, regning). 
Betegnelsen et storhundre har været i brug i nyere tid i Norge, Island og på Færøerne, men betød da "120".  Det er "det lange hundrede" (= 120); og senere, da man regnede både med seks-snese hundrede og fem-snese hundrede, kaldtes på norrønt "det lange hundrede" for hundrath tolf-roett, mens det nye eller korte hundrede, som vi kender i dag, kaldtes hundrath ti-rætt. W.H. Stevenson  skrev i 1889 i The Long Hundred and its use in England i Archæological Review (s. 313-27), at blandt germanerne, som længst bevarede sæd og skik upåvirket af kristendommen, hang "det lange hundrede" (= 120) længst i. "Det korte hundrede" (= 100) kom efter hans mening til Norden først med kristendommen. 

## I matematik
100% angiver, at en mængde er fyldt ud.

## Andet
Der er:
- 100 øre i en krone
- 100 cent i en euro
- 100 piastré i et egyptisk pund